# Loin d'ici (chanson)
Pour les articles homonymes, voir Loin d'ici.
Chansons représentant l'Autriche au Concours Eurovision de la chanson
I Am Yours
(2015) Running on Air
(2017)
Loin d'ici est le titre d'une chanson interprétée en français par la chanteuse, auteure-compositrice et actrice autrichienne Zoë Straub. La chanson est sortie en téléchargement numérique le 5 février 2016 par le biais du label Global Rockstar Music et elle a été écrite par Zoë et Christof Straub. La chanson a représenté l'Autriche au Concours Eurovision de la chanson 2016.

## Concours Eurovision de la chanson
Le 11 janvier 2016, Zoë a été désignée comme l'une des neuf artistes en compétition dans la sélection nationale autrichienne Wer singt für Österreich? 2016. Pendant tout le spectacle final, elle a terminé quatrième avec le jury, mais a réussi à se qualifier pour la superfinale, elle a plus tard été déclarée vainqueur par les télévotants autrichiens. Elle représente l'Autriche dans le Concours Eurovision de la chanson 2016 à Stockholm. D'abord 23e à l'issue du vote des jurys, sa 8e place au télévote lui permet de terminer 13e du classement général.

## Liste des pistes
| 1. | Loin d'ici (Esc version) | 3:00 |

## Classement

### Classement hebdomadaire
| Classement (2016)            | Meilleure position |
| ---------------------------- | ------------------ |
| Autriche (Ö3 Austria Top 40) | 14                 |
| France (SNEP)                | 99                 |

## Sortie
| Région       | Date           | Format                    | Label                 |
| ------------ | -------------- | ------------------------- | --------------------- |
| Monde entier | 5 février 2016 | Téléchargement de musique | Global Rockstar Music |